# Лауко
Ла̀уко (на италиански: Lauco; на фриулски: Lauc, Лаук) е село и община в Северна Италия, провинция Удине, автономен регион Фриули-Венеция Джулия. Разположено е на 719 m надморска височина. Населението на общината е 794 души (към 2010 г.).